# Chiaki Kobayashi
Chiaki Kobayashi (小林 千晃 Kobayashi Chiaki?,  Prefectura de Kanagawa, Japón, 4 de junio de 1994) es un actor de voz japonés, afiliado a Office Osawa. Algunos de sus roles más destacados incluyen el de Hiroto Kuga en Gundam Build Divers Re:Rise, Tony Freyd en Kenja no Mago, Makoto Edamura en Great Pretender, Louis James Moriarty en Yūkoku no Moriarty, Langa Hasegawa en SK∞ the Infinity, Yūichi Katagiri en Tomodachi Game, Gabimaru en Jigokuraku y Mash Burnedead en MASHLE.
En 2021, junto a sus colegas Masahiro Itō y Shimba Tsuchiya, Kobayashi fue condecorado con el premio a "Mejor actor nuevo" en la décima quinta ceremonia de los Seiyū Awards.

## Filmografía

### Anime
| Año  | Título                                                                    | Papel                            | Notas    |
| ---- | ------------------------------------------------------------------------- | -------------------------------- | -------- |
| 2017 | Just Because!                                                             | Estudiante                       |          |
| 2017 | Detective Conan                                                           | Jugador de béisbol, estudiante   |          |
| 2017 | The Idolmaster SideM                                                      | Niño                             |          |
| 2018 | Sora Yorimo Tōi Basho                                                     | Anfitrión                        |          |
| 2018 | Hakyu Hoshin Engi                                                         | Vendedor de madera               |          |
| 2018 | ClassicaLoid                                                              | Hombre                           |          |
| 2018 | Layton Mistery Journey: Katrielle to Dai Fugō no Inbō                     | Actor                            | Ep.11    |
| 2018 | Hyakuren no Haō to Seiyaku no Varukyuria                                  | Cliente, soldado, guerrero       |          |
| 2018 | Cells at Work!                                                            | Célula T, glóbulos rojo          |          |
| 2018 | Hi Score Girl                                                             | Niño, estudiante                 |          |
| 2018 | Yu-Gi-Oh! VRAINS                                                          | Caballero de Hanoi               |          |
| 2018 | Butlers: Chitose Momotose Monogatari                                      | Kyōichi Sano                     | [ 5 ]    |
| 2018 | Tensei Shitara Slime Datta Ken                                            | Goblin                           | Ep.2     |
| 2019 | Boogiepop and Others                                                      | Keiji Takeda                     | [ 7 ]    |
| 2019 | Piano no Mori                                                             | Satoshi Mukai                    |          |
| 2019 | Senryū Shōjo                                                              | Empleado, hombre                 |          |
| 2019 | Fairy Gone                                                                | Miembro de seguridad             | Ep.3     |
| 2019 | Kenja no Mago                                                             | Tony Freyd                       | [ 8 ]    |
| 2019 | Fruits Basket                                                             | Delivery                         | Ep.4     |
| 2019 | King of Prism: Shiny Seven Stars                                          | Ushio Takahashi                  | [ 9 ]    |
| 2019 | Joshi Kōsei no Mudazukai                                                  | Ikemen                           | Ep.1     |
| 2019 | En'en no Shōbōtai                                                         | Bombero, White-Clad              | Ep.1, 19 |
| 2019 | Given                                                                     | Amigo, joven                     |          |
| 2019 | Tsūjō Kōgeki ga Zentai Kōgeki de Ni-kai Kōgeki no Okāsan wa Suki Desu ka? | Hombre                           |          |
| 2019 | Star-Myu 3                                                                | Estudiante                       |          |
| 2019 | Vinland Saga                                                              | Askeladd (joven)                 |          |
| 2019 | Chōjin-Kōkōseitachi wa Isekai demo Yoyu de Ikinuku Yōdesu!                | Aldeano                          | Ep.4     |
| 2019 | Kono Yūsha ga Ore TUEEE Kuse ni Shinchō Sugiru                            | Colt                             | Ep.11    |
| 2020 | Darwin's Game                                                             | Kyōda                            | [ 10 ]   |
| 2020 | Yo-kai Watch Shadowside                                                   | Ryūsuke Kyūbi                    | [ 11 ]   |
| 2020 | To Aru Kagaku no Railgun                                                  | Rival                            | Ep.3     |
| 2020 | Koisuru Asteroid                                                          | Miembro del club de radio        | Ep.11    |
| 2020 | Ahiru no Sora                                                             | Miembro de Shinshiro, espectador |          |
| 2020 | Yesterday wo Utatte                                                       | Yū Hayakawa                      | [ 12 ]   |
| 2020 | Yu-Gi-Oh! Sevens                                                          | Rinnosuke Nanahoshi              | [ 13 ]   |
| 2020 | Great Pretender                                                           | Makoto Edamura                   | [ 14 ]   |
| 2020 | Kamitachi ni Hirowareta Otoko                                             | Jill                             |          |
| 2020 | Yūkoku no Moriarty                                                        | Louis James Moriarty             | [ 15 ]   |
| 2020 | Ikebukuro West Gate Park                                                  | Masaru Taniguchi                 | [ 16 ]   |
| 2020 | Higurashi no Naku Koro ni: Gou                                            | Hombre malvado                   |          |
| 2020 | Majo no Tabitabi                                                          | Guardabarrera                    | Ep.6     |
| 2020 | Mahōka Kōkō no Rettōsei: Visitor Arc                                      | Parásito                         | Ep.8     |
| 2021 | 2.43: Yonsan Seiin Kōkō Danshi Barē-bu                                    | Komukai                          |          |
| 2021 | Skate-Leading☆Stars                                                       | Terahigashi                      |          |
| 2021 | SK∞ the Infinity                                                          | Langa Hasegawa                   | [ 17 ]   |
| 2021 | King's Raid: Successors of the Will                                       | Joven                            |          |
| 2021 | Pokémon Master Journeys: The Series                                       | Entrenador de Koduck             | Ep.57    |
| 2021 | Sonny Boy                                                                 | Asakaze                          | [ 18 ]   |
| 2021 | Tensei Shitara Slime Datta Ken 2                                          | Shōgo Taguchi                    |          |
| 2022 | Fanfare of Adolescence                                                    | Kōta Maki                        |          |
| 2022 | Play It Cool, Guys                                                        | Hayate Ichikura                  |          |
| 2022 | Requiem of the Rose King                                                  | John Grey                        |          |
| 2022 | Shoot! Goal to the Future                                                 | Hideto Tsuji                     |          |
| 2022 | Tomodachi Game                                                            | Yūichi Katagiri                  |          |
| 2022 | Spriggan (2022)                                                           | Yū Ominae                        |          |
| 2023 | Kōri Zokusei Danshi to Kūru na Dōryō Joshi                                | Himuro-kun                       |          |
| 2023 | Jigokuraku                                                                | Gabimaru                         |          |
| 2023 | MASHLE                                                                    | Mash Burnedead                   |          |
| 2023 | Ragna Crimson                                                             | Ragna                            |          |
| 2023 | Sousou no Frieren                                                         | Stark                            |          |
| 2024 | Ao no Hako                                                                | Kyo Kasahara                     |          |
| 2024 | Ao no Miburo                                                              | Hajime Saitō                     |          |
| 2024 | Blue Lock vs. U-20 Japan                                                  | Ranze Kurona                     |          |

### Películas animadas
| Año  | Título                                                              | Papel                     | Notas  |
| ---- | ------------------------------------------------------------------- | ------------------------- | ------ |
| 2019 | Fate/stay night: Heaven's Feel II. lost butterfly                   | Reportero                 |        |
| 2019 | Yo-kai Watch Jam the Movie: Yo-Kai Academy Y - Can a Cat be a Hero? | Ryūsuke Kyūbi / Nine Tail |        |
| 2021 | Summer Ghost                                                        | Tomoya Sugisaki           | [ 19 ] |

### OVAs
| Año  | Título                           | Papel  | Notas  |
| ---- | -------------------------------- | ------ | ------ |
| 2020 | ACCA: 13-ku Kansatsu-ka: Regards | Parrot | [ 20 ] |

### Videojuegos
| Año  | Título                                                      | Papel                     | Notas |
| ---- | ----------------------------------------------------------- | ------------------------- | ----- |
| 2019 | Crash Fever                                                 | Beethoven                 |       |
| 2019 | Maple Story 2                                               | Shīfu                     |       |
| 2019 | Fate/Grand Order                                            | Bartholomew Roberts       |       |
| 2019 | Dankira!!!: Boys, be DANCING!                               | Rentarō Atago             |       |
| 2019 | SD Gundam G Generation Cross Rays                           | Soldado                   |       |
| 2019 | Dragalia Lost                                               | Shion                     |       |
| 2019 | Yo-kai Watch: Wibble Wobble                                 | Ryūsuke Kyūbi / Nine Tail |       |
| 2020 | MapleStory                                                  | Carlisle                  |       |
| 2020 | Disney: Twisted-Wonderland                                  | Deuce Spade               |       |
| 2020 | Yo-kai Watch Jam: Yo-kai Academy Y - Waiwai Gakuen Seikatsu | Ryūsuke Kyūbi / Nine Tail |       |
| 2020 | Fantasy Life Online                                         | Nine Tail                 |       |
| 2020 | Yu-Gi-Oh! Duel Links                                        | Aigami                    |       |
| 2020 | World Flipper                                               | Yakumo                    |       |
| 2021 | Fire Emblem Heroes                                          | Ronan                     |       |
| 2021 | Show by Rock!!                                              | 13                        |       |
| 2021 | Dare ga Tame no Alchemist                                   | Nimuru                    |       |
| 2021 | Dragon Quest X                                              | Guruyan Rush, Quad        |       |
| 2021 | Border Reign                                                | Ganshu, Goya              |       |
| 2021 | Illusion Connect                                            | Jason                     |       |
| 2021 | Granblue Fantasy                                            | Nuevo rey de Levin        |       |
| 2022 | Honkai Impact 3rd                                           | Kosma                     |       |